# 市場劃分協議
市場劃分協議（英語：Exclusive Territory）是一種由至少兩間公司達成的銷售協議。協議定明兩所公司各自佔據協議中指定的市場，目的是減少市場上的競爭。這種做法是反競爭行爲之一，在不少國家，包括美國，均違反競爭法例。
市場劃分協議較著名的例子爲1987年，富美實與旭化成化學（Asahi Chemical）兩所公司就銷售微晶纖維素達成協議。FMC公司後來更試圖通過串通規模較小的競爭對手，消除市場上的競爭。